# Orthocladiinae
Sous-famille
Taxons de rang inférieur
- Corynoneurini
- Metriocnemini
- Orthocladiini

Les Orthocladiinae sont une sous-famille de diptères nématocères de la famille des Chironomidae. 

## Aperçu des genres
Aagaardia - Allocladius - Allometriocnemus - Allotrissocladius - Antillocladius - Anzacladius - Arctosmittia - Austrobrillia - Austrocladius - Barbadocladius - Belgica - Botryocladius - Brillia - Bryophaenocladius - Camptocladius - Cardiocladius - Chaetocladius - Clunio - Compterosmittia - Corynoneura - Cricotopus - Doloplastus - Echinocladius - Elpiscladius - Eretmoptera - Eukiefferiella - Eurycnemus - Gravatamberus - Gymnometriocnemus - Gynnidocladius - Gynocladius - Hahayusurika - Hanocladius - Heterotrissocladius - Hevelius - Hydrobaenus - Hydrosmittia - Ichthyocladius - Kaniwhaniwhanus - Kiefferophyes - Kuschelius - Lerheimia - Limnophyes - Litocladius - Lopescladius - Lyrocladius - Maryella - Mecaorus - Mesosmittia - Metriocnemus - Murraycladius - Nakataia - Nanocladius - Naonella - Nasuticladius - Nesiocladius - Ninelia - Notocladius - Oleia - Oliveiriella - Onconeura - Orthocladius - Paracladius - Parakiefferiella - Paralimnophyes - Parametriocnemus - Parapsectrocladius - Paratrichocladius - Paratrissocladius - Paulfreemania - Physoneura - Pirara - Pseudobrillia - Pseudosmittia - Pterosis - Rhagosmittia - Rheocricotopus - Rhinocladius - Saetheriella - Saetherocladius - Saetherocryptus - Saetherolabis - Saetherops - Semiocladius - Smittia - Stictocladius - Symbiocladius - Synorthocladius - Tavastia - Tempisquitoneura - Thienemanniella - Tonnoirocladius - Trondia - Tvetenia - Ubatubaneura - Uirassubrillia - Unniella - †Lebanorthocladius